# Hayasat-1
Hayasat-1 è il primo satellite costruito interamente in Armenia.  
Il satellite, del tipo CubeSat, è stato realizzato dal CSIE (Center for Scientific Innovation and Education) e dalla compagnia armena Bazoomq per la  gestione dei disastri naturali, per la sorveglianza delle frontiere e per favorire la ricerca aerospaziale. Il lancio è stato effettuato il 1 dicembre 2023 dalla Vandenberg Space Force Base con un razzo vettore Falcon 9. Pochi giorni dopo la collocazione in orbita, la comunicazione con il satellite è stata effettuata con successo.
Pur avendo già lanciato il suo primo satellite (realizzato in collaborazione con una compagnia spagnola e denominato Armsat-1) nel maggio 2022, l’Armenia ha voluto inviare nello spazio un satellite sviluppato e costruito senza la collaborazione di altre nazioni, allo scopo di raggiungere un’autonomia strategica nel settore satellitare.  
Il satellite, posto in orbita eliosincrona, ha una durata programmata di cinque anni.